# ادوارد ملکونیان
ادوارد ساموئلی ملکونیان (روسی: Эдуард Самвелович Мелконян؛ زادهٔ ۲۵ ژانویهٔ ۱۹۹۸) بازیکن فوتبال ارمنی‌تبار اهل روسیه است.

## باشگاهی
از باشگاه‌هایی که در آن بازی کرده‌است می‌توان به ساخالین یوژنو-ساخالینسک اشاره کرد.